# 熊野神社 (西宮市)
熊野神社（くまのじんじゃ）は、兵庫県西宮市に鎮座する神社。旧社格は村社。境内には日本唯一の数学の神社である算学神社がある。

## 概要
応仁の乱以前には存在していたとされ、若王子神社と称していたが明治に今の名前に改称され、明治6年（1873年）8月村社に列した。

## 境内
- 愛宕神社
- 算学神社 – 日本数学（和算）の祖とされる毛利重能を祀る。

全国で唯一の数学の神社で、8月8日にはそろばん祭が執り行われる。
- 稲荷神社
- 白龍神社 – 樹齢500年の老木に住んでいたとされる白蛇の霊を祀る。
- 寛永17年（1640年）銘若王子石燈籠　西宮市内最古の燈籠。

## 外部リンク

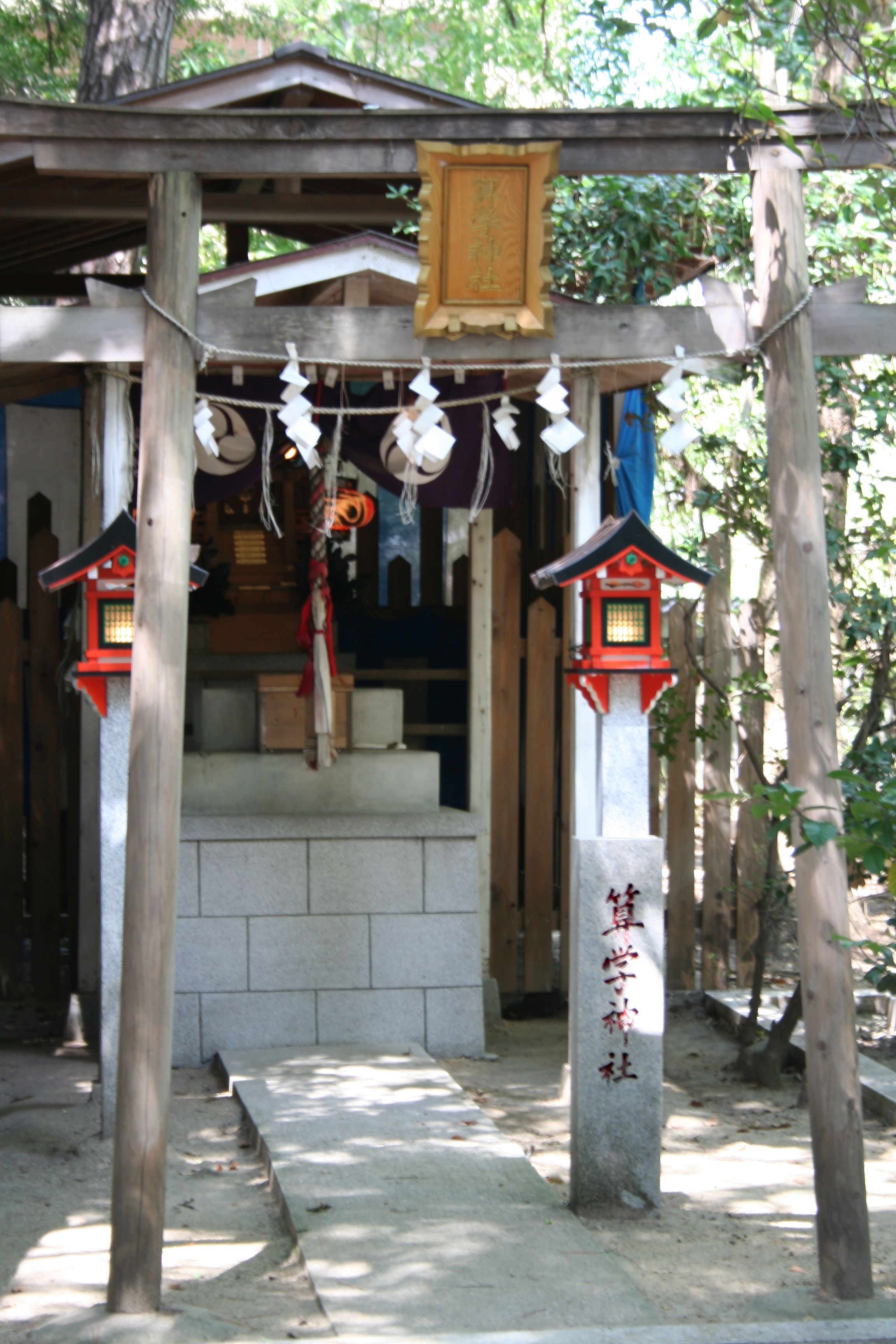
算学神社

## 交通
- JR神戸線甲子園口駅より、北に徒歩8分。